# Гриша, Александр Иванович
Гриша Александр Иванович (28 января [10 февраля] 1909, Долгинцево, Херсонская губерния — неизвестно, неизвестно) — советский редактор, партийный и государственный деятель, секретарь Дрогобычского областного комитета КП(б)У, председатель Днепродзержинского и Житомирского горисполкомов.

## Биография
Родился 28 января (10 февраля) 1909 года в посёлке Долгинцево (ныне в черте города Кривой Рог).
Образование высшее. В 1925—1930 годах — кочегар, помощник машиниста депо станции Долгинцево. В 1935—1939 годах — заместитель редактора газеты «Красный горняк». Член союза пролетарских писателей, участник литературной группы газеты «Красный горняк». Автор повести «На путях» — о жизни железнодорожников станции Долгинцево.
В 1939—1941 годах — секретарь Сталинского обкома КП(б)У.
До августа 1941 года — председатель исполнительного комитета Днепродзержинского городского совета депутатов трудящихся Днепропетровской области.
В октябре 1941 — январе 1943 года — участник Великой Отечественной войны. Майор в политическом управлении Южного фронта, в военном совете 57-й армии.
В 1943 году — инструктор организационного отдела ЦК КП(б)У.
В ноябре 1943 — апреле 1944 года — снова председатель исполнительного комитета Днепродзержинского городского совета депутатов трудящихся Днепропетровской области.
10 февраля 1945 — 28 декабря 1946 года — заместитель председателя исполнительного комитета Дрогобычского областного совета депутатов трудящихся.
В ноябре 1946 — ноябре 1948 года — заместитель секретаря Дрогобычского областного комитета КП(б)У по торговле и общественному питанию — заведующий отделом торговли и общественного питания Дрогобычского областного комитета КП(б)У.
7 сентября 1950 — сентябре 1952 года — секретарь Дрогобычского областного комитета КП(б)У.
В 1952 году — марте 1953 года — заместитель председателя исполнительного комитета Житомирского областного совета депутатов трудящихся.
11 марта 1953 — 1956 году — председатель исполнительного комитета Житомирского городского совета депутатов трудящихся.

## Награды
- Орден Трудового Красного Знамени[1];
- Орден «Знак Почёта»[1].